# اییت اوزشنر
اییت اوزشِنَر: به زبان ترکی استانبولی «Yiğit Özşener»، با گویش استانبولی [jiˈit ˈœzʃenæɾ] زادۀ ۶ آوریل ۱۹۷۲ در ازمیر، بازیگر و از هنرمندان سرشناس تئاتر، سینما و تلویزیون ترکیه است.‌
اییت اوزشنر، دانش‌آموختۀ رشتۀ الکترونیک از دانشگاه فنی ییلدیز در سال ۱۹۹۶ میلادی و کارشناسی ارشد رشتۀ مدیریت بازرگانی از دانشگاه کوچ است که آن را از سال ۱۹۹۷ تا ۱۹۹۹ به پایان رساند.
در ایران، منتقدان و دوست‌داران سینما و تلویزیون، او را با نقش‌آفرینی در مجموعۀ تلویزیونی اِزَلEZEL (در کاراکتر چنگیز آتای) به خاطر می‌آورند.

## زندگی‌نامه
اییت اوزشِنَر در خانواده‌ای مهاجر از اسکوپیه و کاوالا، در ازمیر زاده شد. او دانش‌آموختۀ رشته الکترونیک و مهندسی ارتباطات از دانشگاه فنی ییلدیز در سال ۱۹۹۶ میلادی است و درجۀ کارشناسی ارشد خود را در رشتۀ مدیریت بازرگانی از دانشگاه کوچ در سال‌های ۱۹۹۷ تا ۱۹۹۹ میلادی به دست آورده است.
او فراگرفتن بازیگری را در سال ۱۹۹۴ میلادی در «انجمن بازیگران استودیو» آغاز نمود و تا سال ۲۰۰۱ در نمایش‌های گوناگونی به ایفای رول پرداخت.
اییت اوزشنر، بازیگری را به «صورت حرفه‌ای» از سال ۱۹۹۵ میلادی با نقش‌آفرینی در «نمایش کرگدن» به نویسندگی و کارگردانی «شاهیکا تکاند» آغاز نمود و با این نمایش، در فستیوال‌های نمایش بلغارستان و مقدونیه حضور یافت. 
سپس در نمایش‌هایی همچون: «Git Gel Dolap: پیشخدمت گنگ» به قلم هارولد پینتر و «بازیگر» به نویسندگی و کارگردانی «شاهیکا تکاند» به ایفای رول پرداخت.
او در «سه‌گانۀ هراکلس» به کارگردانی تئودوروس ترزوپولوس (کارگردان یونانی تئاتر)، در دهمین جشنواره نمایش‌های باستانی دلفی که در سال ۲۰۰۰ میلادی برگزار شد، ایفای نقش نمود.
اییت اوزشنر، در پروژۀ «پارسی‌ها»، محصول مشترک یونان و ترکیه به سرپرستی تئودوروس ترزوپولوس، در نمایش‌های المپیک جهانی تئاتر در سال ۲۰۰۶ ایفای رول نمود.
او از سال ۲۰۰۸ تا ۲۰۰۹ در نمایش‌نامۀ «محاکمه‌ای در استانبول» به نویسندگی «کرم کورداوئلو» که بر پایۀ رمان "محاکمه" اثر فرانتس کافکا به رشتۀ تحریر درآمده بود، به نقش‌آفرینی پرداخت.
اییت اوزشنر در سال ۲۰۰۹ دوباره با «انجمن بازیگران استودیو» آغاز به کار نمود و در تئاتر «فریاد» به نویسندگی و کارگردانی شاهیکا تکاند به ایفای رول پرداخت. 
اییت اوزشنر، افزون بر نقش‌آفرینی در تئاتر، هنرمند و بازیگر سینما و مجموعه‌های تلویزیونی است و به دو زبان فرانسوی و انگلیسی صحبت می‌کند.
این هنرمند، عضوی از ÇASOD که نشان اختصاری: Çağdaş Sinema Oyuncuları Derneği، به معنای: «انجمن بازیگران سینمای معاصر» است، بوده و به هنر صداپیشگی نیز می‌پردازد.

## فیلم‌شناسی

### فیلم
| سال  | نام                                     | کاراکتر           | نقش                 |
| ---- | --------------------------------------- | ----------------- | ------------------- |
| ۲۰۰۰ | هر کس خانه‌ی خودش                        |                   |                     |
| ۲۰۰۱ | نور سبز                                 |                   |                     |
| ۲۰۰۲ | او سرباز است                            | عمر               |                     |
| ۲۰۰۳ | راز                                     |                   |                     |
| ۲۰۰۳ | نفت‌ خام                                 | علی               |                     |
| ۲۰۰۴ | جسد دزدیده شده (تله فیلم)               | اییت              |                     |
| ۲۰۰۴ | یک روز در اروپا                         | پلیس              |                     |
| ۲۰۰۴ | ۱۱:۴۵ شب                                | اوکان             | اصلی                |
| ۲۰۰۵ | دبلنا (تله فیلم)                        |                   |                     |
| ۲۰۰۵ | آخرین نگاه                              |                   |                     |
| ۲۰۰۶ | خانه‌ی کابوس‌ها: لمس کردن آن‌ها (تله فیلم) | یونس              |                     |
| ۲۰۰۶ | پنج وقت                                 | یوسف              |                     |
| ۲۰۰۸ | پاندای کونگ‌فوکار                        |                   | صداپیشه (نسخه ترکی) |
| ۲۰۰۸ | لیسی و امپراتور وحشی                    |                   | صداپیشه             |
| ۲۰۰۹ | خورشید را دیدم                          | جانر              | بازیگر مهمان        |
| ۲۰۱۱ | عشق تصادف‌ها را دوست دارد                | بوراک             | اصلی                |
| ۲۰۱۱ | باشگاه بازندگان                         | مته               | اصلی                |
| ۲۰۱۱ | خویشاوندان پدربزرگم                     | ابراهیم           | اصلی                |
| ۲۰۱۴ | دو چهره ماه ژانویه                      |                   |                     |
| ۲۰۱۷ | چیزی مفید                               | یاووز کاراچالی    | اصلی                |
| ۲۰۱۷ | رویای یک قهرمان                         |                   | اصلی                |
| ۲۰۱۸ | باشگاه بازندگان در جاده                 | مته               | اصلی                |
| ۲۰۲۲ | دیدار خانوادگی                          |                   |                     |
| ۲۰۲۴ | رنگ پیروزی                              | مصطفا کمال آتاترک |                     |

### تلویزیون
| سال       | عنوان                                      | کاراکتر          | نقش   |
| --------- | ------------------------------------------ | ---------------- | ----- |
| ۲۰۰۱      | متاسفم لیلا                                |                  | مکمل  |
| ۲۰۰۱      | دویدن در تاریکی                            | محمت             | مکمل  |
| ۲۰۰۲      | مرا به خاطر بسپار                          | اسات             | اصلی  |
| ۲۰۰۲      | آتش زیبک (مجموعه تلویزیونی کوتاه)          | خبرنگار بوراک    |       |
| ۲۰۰۳      | خیر به صعود                                | سدی              | اصلی  |
| ۲۰۰۴      | درهم برهم                                  |                  | اصلی  |
| ۲۰۰۴      | ۲۴ ساعت                                    | اییت             | اصلی  |
| ۲۰۰۵      | باد در باغ (مجموعه تلویزیونی کوتاه)        | اوزان            |       |
| ۲۰۰۶      | مثل رویا                                   | جنک اوزترک       | اصلی  |
| ۲۰۰۷-۲۰۰۹ | از بوسه تا عشق                             | جمیل پاشازاده    | اصلی  |
| ۲۰۰۷      | ‌ گمشده (مجموعه تلویزیونی کوتاه)            |                  |       |
| ۲۰۰۹-۲۰۱۱ | ایزل                                       | چنگیز آتای       | اصلی  |
| ۲۰۱۲      | پایان                                      | سلیم             | اصلی  |
| ۲۰۱۲      | اشک‌های شهر اسیر - یک داستان شیرین و فرهادی | فرهاد            | اصلی  |
| ۲۰۱۳      | انتقام (فصل دوم)                           | روزگار دنیزجی    | اصلی  |
| ۲۰۱۳      | درویش برنده                                | انگین سچیم       | مهمان |
| ۲۰۱۷      | جسور و خوشگل                               | رضا              | مکمل  |
| ۲۰۱۸      | علفزار                                     | سیفی             | اصلی  |
| ۲۰۲۰      | رامو                                       | یاووز گورکان     | اصلی  |
| ۲۰۲۱      | اتاق قرمز                                  | ظفر کاراهان‌اوئلو | مهمان |
| ۲۰۲۲–۲۰۲۱ | بارباروس‌ها شمشیر مدیترانه                  | پیِترو            | اصلی  |
| ۲۰۲۲      | جنایتکاران                                 | مرت              | اصلی  |
| ۲۰۲۳–۲۰۲۲ | روز صفر                                    | اژدر/ صالح       | اصلی  |
| ۲۰۲۳-۲۰۲۴ | زندگی شاهانه‌‌ی من                           | اُنور گوموش‌چو     | اصلی  |

### فیلم‌های کوتاه
| سال  | نام                 |
| ---- | ------------------- |
| ۲۰۰۱ | مدل                 |
| ۲۰۰۳ | پرنسس... رفیقم و من |
| ۲۰۰۴ | آپارتمان            |
| ۲۰۰۶ | تقلید               |
| ۲۰۰۷ | گربه‌ی سر راهی       |

### تئاتر
| سال       | نام                  |
| --------- | -------------------- |
| ۱۹۹۵-۱۹۹۶ | کرگدن                |
| ۱۹۹۷-۱۹۹۸ | پیشخدمت گنگ          |
| ۱۹۹۹-۲۰۰۰ | بازیگر               |
| ۲۰۰۰      | سه‌گانه هراکلس        |
| ۲۰۰۰-۲۰۰۱ | کرگدن                |
| ۲۰۰۶      | پارسیان/ پارسی‌ها     |
| ۲۰۰۸-۲۰۰۹ | محاکمه‌ای در استانبول |
| ۲۰۰۹      | فریاد اوریدیک        |
| ۲۰۱۶      | در انتظار گودو       |
| ۲۰۱۹      | IO/ آیو (ماه)        |
| ۲۰۲۱      | سایش                 |

#### آگهی‌ها
| سال       | نام                               |
| --------- | --------------------------------- |
| ۲۰۰۰      | Turknoktane                       |
| ۲۰۰۰-۲۰۰۴ | Turkcell Hazırkart                |
| ۲۰۰۷      | IF Istanbul Festival reklam filmi |

#### برنامه‌های رادیویی
| سال  | نام                       | یادداشت          |
| ---- | ------------------------- | ---------------- |
| ۲۰۰۸ | نام من سرخ - اورهان پاموک | رادیو 4 بی بی سی |

## پاداش‌ها و جایزه‌ها
- پنجاهمین جوایز انجمن نویسندگان سینما، بهترین بازیگر نقش مکمل مرد برای ایفای رول در فیلم "چیزی مفید" در سال ۲۰۱۸
- بیست و چهارمین جوایز تئاتر Afıfe، موفق‌ترین بازیگر سال ۲۰۲۲ برای نمایش "سایش: Aşınma"